# Baltimore (Vermont)
Baltimore ist eine Town im Windsor County des Bundesstaates Vermont in den Vereinigten Staaten mit 229 Einwohnern (laut Volkszählung von 2020).

## Geografie

### Geografische Lage
Baltimore liegt zentral im südlichen Bereich des Windsor Countys, in den östlichen Ausläufern der Green Mountains. Die Town liegt am steilen Südhangs des 645 m hohen Hawks Mountain. Der Gipfel des Hawks Mountain und die weitere Gipfellinie des Gebirges stellen die Grenze zu Cavendish dar, der Town aus der Baltimore aufgrund der unzugänglichen Lage Hervorgegangen ist. Die Hänge gehören zum Hawks Mountain Wildlife Management Area. Mehrere Bäche entwässern das Gebiet in südöstlicher Richtung und münden schließlich im Black River.

### Nachbargemeinden
Alle Entfernungen sind als Luftlinien zwischen den offiziellen Koordinaten der Orte aus der Volkszählung 2010 angegeben.
- Nordosten: Weathersfield, 9,3 km
- Südosten: Springfield, 8,8 km
- Süden: Chester, 8,1 km
- Nordwesten: Cavendish, 4,7 km

### Klima
Die mittlere Durchschnittstemperatur in Baltimore liegt zwischen −15,6 °C (4 °Fahrenheit) im Januar und 27,4 °C (81 °Fahrenheit) im Juli. Damit ist der Ort gegenüber dem langjährigen Mittel Vermonts im Winterhalbjahr um etwa 1 Grad kühler, im Sommer dagegen m etwa 3 Grad wärmer. Die Schneefälle zwischen Oktober und Mai (mit einem Spitzenwert von etwa 45 cm im Januar) liegen mit bis zu zwei Metern etwa doppelt so hoch wie die mittlere Schneehöhe in den USA. Die tägliche Sonnenscheindauer liegt am unteren Rand des Wertespektrums der USA.

## Geschichte
Der Ort wurde ursprünglich als Teil von Cavendish geführt, aber am 19. Oktober 1793 vom Senat von Vermont für selbständig erklärt. Hintergrund war die damals schlechte Kommunikationsmöglichkeit der beiden Bereiche durch einen steilen Bergrücken, dem Hawks Mountain, der die ursprüngliche Town zerteilte. Die Grenze zwischen den heutigen Countys verläuft zu einem überwiegenden Teil auf diesem Bergrücken. Die konstituierende Stadtversammlung fand am 12. März 1794 statt.
Mehrere kleine Wasserläufe durchqueren die Gemeinde, doch keiner von ihnen ist groß genug, um als Antrieb für wasserkraftgetriebene Industrien zu fungieren. So blieb Baltimore von Anfang an ein rein landwirtschaftlich geprägter Ort. 1840 waren die hauptsächlichen Produkte Kartoffeln und Schafe. Der Ort wurde weder durch den forcierten Bahnbau in Vermont ab 1848 noch durch die Entwicklung des Schnellstraßennetzes nach dem Zweiten Weltkrieg an die Außenwelt angeschlossen.

### Religionen
Das religiöse Leben in Baltimore war, wie oft in den Siedlungen am Westufer des Connecticut River festzustellen, von Beginn an ausgeprägt. Die Kongregationalisten, Baptisten und die Universalisten gründeten Gemeinden in Baltimore.

### Einwohnerentwicklung
| Volkszählungsergebnisse – Town of Baltimore, Vermont | Volkszählungsergebnisse – Town of Baltimore, Vermont | Volkszählungsergebnisse – Town of Baltimore, Vermont | Volkszählungsergebnisse – Town of Baltimore, Vermont | Volkszählungsergebnisse – Town of Baltimore, Vermont | Volkszählungsergebnisse – Town of Baltimore, Vermont | Volkszählungsergebnisse – Town of Baltimore, Vermont | Volkszählungsergebnisse – Town of Baltimore, Vermont | Volkszählungsergebnisse – Town of Baltimore, Vermont | Volkszählungsergebnisse – Town of Baltimore, Vermont | Volkszählungsergebnisse – Town of Baltimore, Vermont |
| Jahr                                                 | 1800                                                 | 1810                                                 | 1820                                                 | 1830                                                 | 1840                                                 | 1850                                                 | 1860                                                 | 1870                                                 | 1880                                                 | 1890                                                 |
| ---------------------------------------------------- | ---------------------------------------------------- | ---------------------------------------------------- | ---------------------------------------------------- | ---------------------------------------------------- | ---------------------------------------------------- | ---------------------------------------------------- | ---------------------------------------------------- | ---------------------------------------------------- | ---------------------------------------------------- | ---------------------------------------------------- |
| Einwohner                                            | 174                                                  | 207                                                  | 204                                                  | 179                                                  | 155                                                  | 124                                                  | 116                                                  | 83                                                   | 71                                                   | 64                                                   |
| Jahr                                                 | 1900                                                 | 1910                                                 | 1920                                                 | 1930                                                 | 1940                                                 | 1950                                                 | 1960                                                 | 1970                                                 | 1980                                                 | 1990                                                 |
| Einwohner                                            | 55                                                   | 54                                                   | 62                                                   | 69                                                   | 85                                                   | 89                                                   | 90                                                   | 170                                                  | 181                                                  | 190                                                  |
| Jahr                                                 | 2000                                                 | 2010                                                 | 2020                                                 | 2030                                                 | 2040                                                 | 2050                                                 | 2060                                                 | 2070                                                 | 2080                                                 | 2090                                                 |
| Einwohner                                            | 250                                                  | 244                                                  | 229                                                  |                                                      |                                                      |                                                      |                                                      |                                                      |                                                      |                                                      |

## Kultur und Sehenswürdigkeiten

### Parks
Die Hawks Mountain Wildlife Management Area (WMA) befindet sich im Norden der Town an den steilen und schroffen Hängen des Hawks Mountain. Ein weiterer Teil des Gebietes liegt auf dem Gebiet der Town von Cavendish. Es ist insgesamt 2183 Acre (883,43 Hektar) groß. Noch immer liegen die Holzrechte bei den ursprünglichen Besitzern. Hier leben Stachelschweine und Rotluchse. Bewaldet ist das Gebiet mit Rot-Ahorn, Zucker-Ahorn, Gelb-Birke und Rotbuche. Zudem wachsen einzelne Gruppen von Fichten und Eichen. Benannt wurde das Gebiet nach Colonel John Hawks, einem Offizier im Siebenjährigen Krieg

## Wirtschaft und Infrastruktur

### Öffentliche Einrichtungen
Die Gemeinde verfügt, mit Ausnahme der notwendigsten Verwaltungen, über keinerlei öffentliche Einrichtungen. Das nächstgelegene Krankenhaus ist das Springfield Hospital in Springfield.

### Bildung
Baltimore gehört mit Andover, Cavendish, Chester, Ludlow, Mt. Holly und Plymouth zur Two Rivers Supervisory Union.
Seit der Schließung der Ein-Raum-Schule, die seither als Rathaus der Gemeinde genutzt wird, sind keine Schulen mehr am Ort vertreten. Baltimore gehört zur Two Rivers Supervisory Union mit Andover, Cavendish, Chester, Ludlow, Mount Holly und Plymouth.